# الاتفاقية الفرنسية الإيطالية

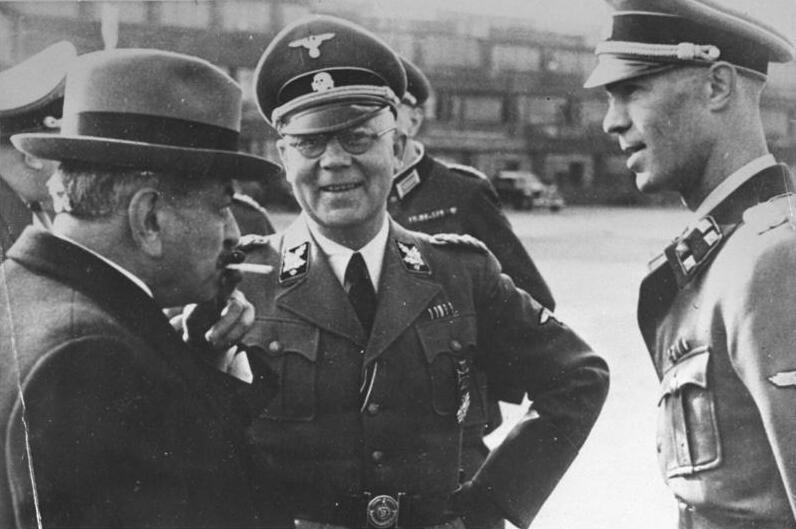
پيير لاڤال (يسار) − وزير خارجية فرنسا.

الاتفاقية الفرنسية الإيطالية أو حلف روما أو معاهدة موسوليني-لاڤال وقع عليها في 7 يناير 1935 كل من بنيتو موسوليني، رئيس وزراء إيطاليا وبيير لافال، وزير خارجية فرنسا، في روما.
خلف پيير لافال لوي بارتو كوزير خارجية بعد اغتياله في مارسيليا أثناء وقوفه بجانب ألكسندر الأول ملك يوغسلافيا
```
في 9 أكتوبر 1934. وقد استعار من سلفه فكرة نظام الأمن الجماعي الذي كان يهدف منه احتواء تهديد هتلر في أوروبا. وفي 4 يناير 1935، ذهب پيير لاڤال إلى روما، عاصمة إيطاليا 
الفاشية
، ليقابل موسوليني. وكانت بداية هجوم دبلوماسي يحدف لمحاصرة 
ألمانيا
 
هتلر
 بشبكة من التحالفات.
```

تضمنت الاتفاقية تنازل فرنسا لإيطاليا عن التالي:
- تنازل فرنسا عن مناطق متنازع عليها، منها جزيرة دميرة في الصومال الفرنسي (جيبوتي حالياً) لتصبح جزءاً من إرتريا. كما أعطت إيطاليا نصيب 20% من أسهم سكة حديد جيبوتي-أديس أبابا
- أعادت تعريف وضع الإيطاليين في تونس الفرنسية، على ألا تطالب إيطاليا بممتلكات في تونس.
- أعطت إيطاليا مطلق الحرية في التعامل مع أزمة الحبشة.
- تنازلت فرنسا عن قطاع اوزو من غرب أفريقيا الفرنسي (تشاد حالياً) ليصبح ضمن حدود ليبيا.

مقابل كل تلك التنازلات، طمحت فرنسا أن تحصل على مساندة إيطاليا في وجه العدوان الألماني النازي.
وقد صادقت الجمعية الوطنية الفرنسية على هذه المعاهدة، بينما لم يصادق عليها البرلمان الإيطالي.

## الهامش
1. ↑  "معلومات عن الاتفاقية الفرنسية الإيطالية على موقع bigenc.ru". bigenc.ru. مؤرشف من الأصل في 2019-12-11.
2. ↑  "معلومات عن الاتفاقية الفرنسية الإيطالية على موقع britannica.com". britannica.com. مؤرشف من الأصل في 2015-09-21.